# Terra enganxós

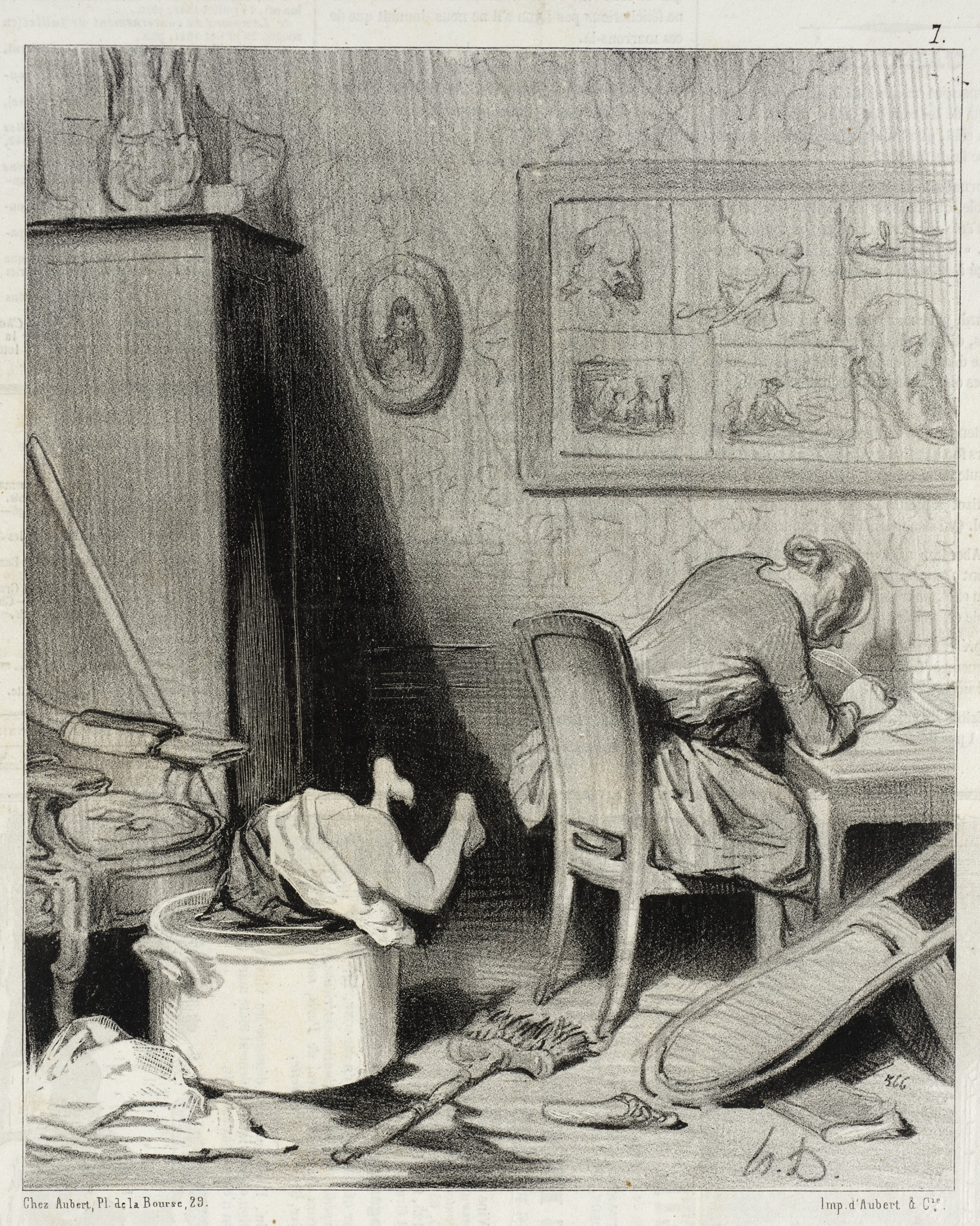
Caricatura del segle XIX

El terme terra enganxós fa referència a la barrera invisible que conformen les tasques i càrregues que culturalment s'associen a les dones i que impedeixen el desenvolupament de la seva carrera professional en igualtat de condicions amb els homes.
És un terme creat recentment, amb equivalents formats paral·lelament en castellà (suelo pegajoso) o en anglès (sticky floor), molt relacionat conceptualment amb un altre terme creat també per metàfora: sostre de vidre i amb l'efecte Curie.